# Tuscarora

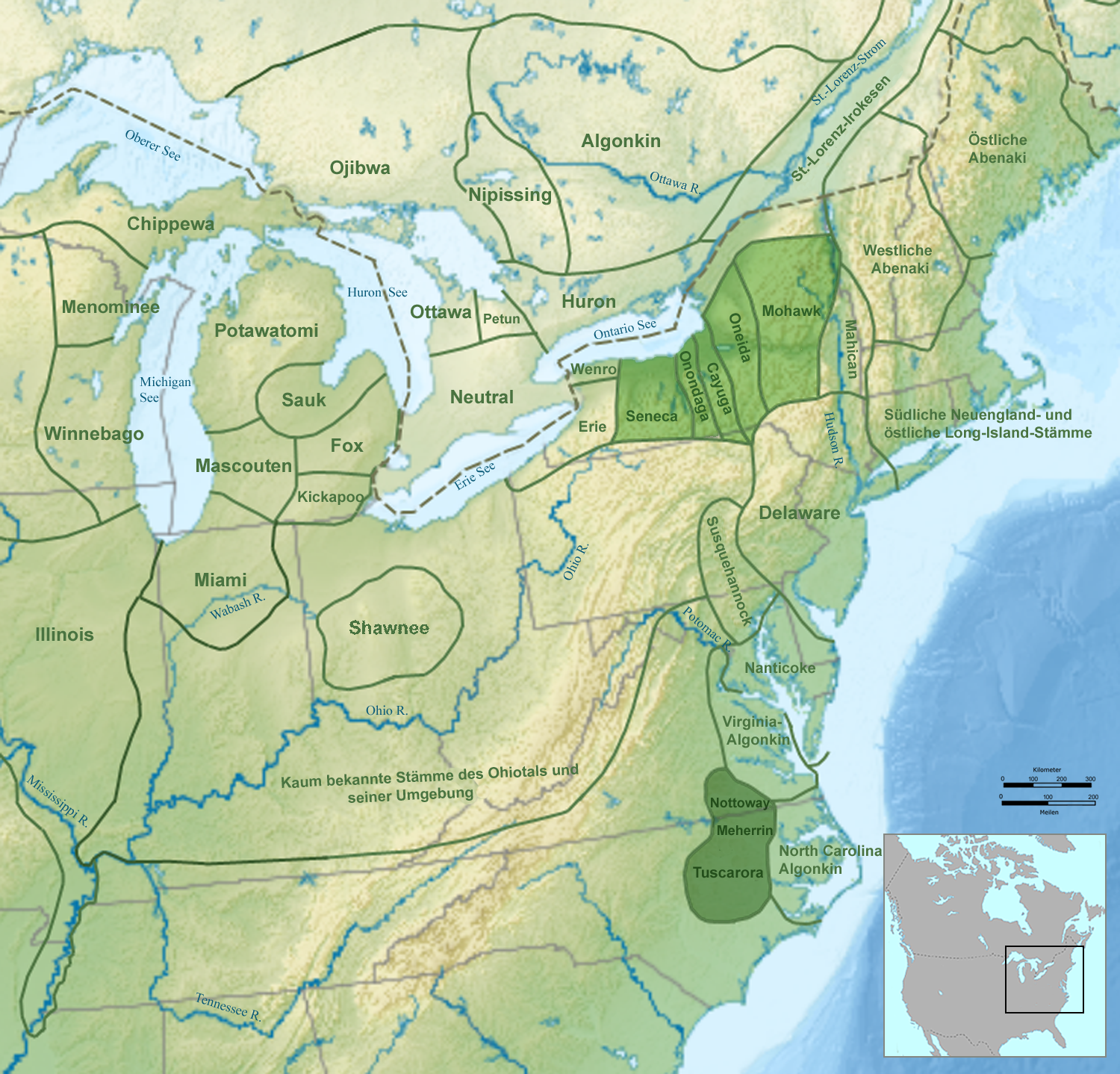
Wohn- und Jagdgebiet der Tuscarora und der Irokesenliga vor 1700

Die Tuscarora, Skarù∙ręʔ oder Ska-Ruh-Reh ("Indianischen Hanf (Indian Hemp)-Sammler" oder "(Hanf)Hemden-tragendes Volk") sind ein Stamm der Haudenosaunee ("Leute des Langhauses"), besser bekannt als Irokesenliga oder -Konföderation, einem Bündnis aus ursprünglich fünf (später sechs) Stämmen oder Nationen der Irokesischen Sprachfamilie. Im allgemeinen Sprachgebrauch werden diese Stämme als Irokesen bezeichnet. Sie sind eine der indigenen Gruppen der Indianer Nordamerikas und lebten zu Beginn des europäischen Kontakts um 1590 im heutigen North Carolina und Virginia. Nach ihrer Niederlage im Tuscarora-Krieg zogen sie um 1722 nach Norden in den heutigen US-Bundesstaat New York und traten der Irokesenliga als sechster Stamm bei. Ab nun lag das Wohn- und Jagdgebiet der Tuscarora zwischen den Dörfern der Cayuga im Westen und der Oneida im Osten, meist jedoch siedelten sie unter den Onondaga, da die Tuscarora als Schutzsuchende kein Stimmrecht im Bundesrat (Grand Council) der Irokesenliga hatten, wurden sie von den Oneida (andere Quellen: Cayuga) vertreten.
Heute gibt es zusätzlich auch 6 Tuscarora-Häuptlinge, vormals hatten die Tuscarora im Stammesrat kein Stimmrecht.

## Wohngebiet und Umwelt
Im 15. Jahrhundert lebten mehrere irokesisch sprechende Stämme in den heutigen US-Bundesstaaten Virginia und North Carolina. Die Tuscarora waren mit ca. 5.000 Stammesangehörigen (manche Schätzungen reichen bis zu ca. 25.000 – dies dürfte jedoch auch alle weiteren benachbarten irokesischsprachigen Stämme umfasst haben) der größte und bekannteste dieser Stämme, während die Meherrin, Nottoway, Coree und Neusiok eher unbekannt sind. Das Wohn- und Jagdgebiet dieser Stämme erstreckte sich über den Ostrand des Piedmont bis in die Küstenebenen von Virginia und North Carolina. Die Region wird von zahlreichen Flüssen durchquert, wie dem Nottoway, Meherrin, Roanoke, Tar und Neuse River. Der fruchtbare Boden und das Klima in diesem Gebiet sorgt für eine langandauernde jährliche Wachstumsphase. Die meisten Dörfer der hier lebenden Indianer lagen östlich der Fall Line an den Ufern dieser Flüsse.
Die Tuscarora unterteilten sich in drei regionale Gruppen, die mehrere Dörfer bewohnten:
- Kǎ'tě’nu'ā'kā', Katenuaka, Ga-te-no-wah-ga bzw. Kautanohakau ("People of the Submerged Pine-tree/Pine-tree in water.")[3][4]
- Akawěñtc'ākā', Akawenteaka, Akawenchaka, Ag-wan-te-ga ("People of the Two-Row"), auch bekannt als Kauwetsaka, Kauwetseka bzw. Cauwintch-AAga ("People of the Water", dies ist auch das Autonym der benachbarten "Kauwets'a:ka" oder Meherrin.)
- Skarū'ren', Skuarureaka oder Sca-ru-re-ah-ga ("Indian Hemp (Indianischen Hanf)-Sammler", "(Hanf)Hemden-tragendes Volk"), vermutlich einst größte Gruppe, daher ist die Nation heute allgemein als "Tuscarora" bekannt.

## Kultur
Die Tuscarora lebten, wie ihre Nachbarn, vorwiegend vom Maisanbau, der Jagd und dem Sammeln von Wildkräutern. Im späten Herbst erfolgte der Umzug des gesamten Dorfes in die Jagdquartiere, in denen sie bis zum Ende des Winters oder dem Frühlingsanfang lebten. Das normale Haus der Tuscarora hatte einen runden oder ovalen Grundriss, der von in den Boden gesteckten Baumschößlingen umgeben war. Diese wurden zur Mitte hin gebogen und im Zentrum zusammengebunden, so dass eine Kuppel entstand, die mit Rindenstücken bedeckt wurde. Innen gab es rundum Bänke und der Boden war mit Tierfellen und Bastmatten bedeckt. Die Jagdquartiere waren rechteckige Hütten mit einem festen Dach, die eng beieinander standen, im Gegensatz zu ihren zwischen den bestellten Feldern weit verstreut liegenden Sommerhäusern. In der Mitte des Hauses befand sich die Feuerstelle. Es gab keine Schränke, jedoch hochstehende Lagerstätten, auf denen sich die Insassen mit Matten und Tierfellen bedecken konnten.
Die ökologische Vielfalt in diesem Land und die Geschicklichkeit der Irokesenvölker in der Küstenebene beim Fischen, Jagen, Sammeln und Maisanbau führten zu einem mehr als ausreichenden Lebensunterhalt. Zusätzlich zur winterlichen Gemeinschafts-Jagd erlegten die Männer Hirsche, Bären, Biber, Waschbären, Opossums, Hasen, Eichhörnchen und Truthähne. Störe und Heringe wurden im Frühjahr bei ihren regelmäßigen Wanderungen zu den Laichgründen flussaufwärts mit Fischwehren, Netzen oder Keulen gefangen. Getrocknete Salzwasserfische konnten offenbar im Handel mit Küstenbewohnern erworben werden. Männer und Frauen sammelten Materialien und Wildpflanzen, die für Zeremonien, den Haushalt, für den Handel und zur Ernährung benötigt wurden. Das Sammeln der Nüsse von Scheinkastanien (Chinquapin oder Chinkapin) (Castanopsis) und Kastanien (American oder Allegheny chinkapin) (Castanea pumila) erfolgte gemeinschaftlich im späten Sommer. Die Tuscarora waren bekannt für ihre hervorragende Nutzung und Verwendung verschiedener Naturfasern (Samen- und Bastfasern sowie Binsen) zur Herstellung von Kleidung, Stricken, Fischernetzen, Körben und Matten. Diese Güter wurden aus Seidengras, Indian Hemp (Indianischen Hanf), Binsen und Rohrkolben (Cattail) gewonnen und waren als Handelsware sehr begehrt, so dass die Tuscarora diese nicht nur für den Eigenbedarf, sondern auch für ihre indigenen Nachbarn und später auch für die europäischen Einwanderer fertigten. Daher waren sie bei den benachbarten Stämmen als "Indian Hemp (Indianischen Hanf-Sammler", "(Hanf)Hemden-tragendes Volk") bekannt. Zudem stellten sie hölzerne Schüsseln und Pfannen für die Bewohner des Piedmont her, die gegen Pelze und Felle getauscht wurden. Viele der benötigten Rohmaterialien konnten in der Nähe der Dörfer gesammelt werden, andere jedoch erforderten eine Reise in entfernte Gegenden.
Kanadische Blutwurz (bloodroot) (Sanguinaria canadensis) war ein traditionelles Mittel gegen Fieber und Rheuma und wurde zum Auslösen von Erbrechen genutzt, zudem war es sehr begehrt, weil es zum Färben der Haare benötigt wurde. Zu dessen Erwerb mussten sie bis zum Fuß der Berge wandern, wobei sie auf feindliche Indianer treffen konnten. Die Tuscarora waren bekannt für die Verwendung von Kupfer zum Herstellen von Schmuckwaren. Zur Beschaffung des Rohmaterials unternahmen sie ebenfalls weite Reisen nach Westen, wie auch für Salz.
Mais war das einzige und wichtigste Getreide. Es wurde getrocknet und zu Mehl zermahlen, das Hauptbestandteil von Suppen war und zur Herstellung von Brot diente. Außerdem wurden Gurken, Squash und Bohnen angebaut. Es gab Obstbaumgärten in den Siedlungen, in denen Äpfel, Pfirsiche und Quitten geerntet wurden. Zu den von Frauen erledigten Arbeiten gehörte das Kochen von Mahlzeiten für die gesamte Familie, sowie die Herstellung von Matten, Körben und Kleidung. Junge Männer arbeiteten auf den Feldern in der Wachstumsperiode, bevor die Jagd im Herbst begann. Beim Umzug in die Winterquartiere transportierten die Frauen die Vorräte an Nahrungsmitteln. Nach der Ankunft bestand ihre Hauptaufgabe in der Suche nach Feuerholz, dem Kochen von Essen und der Herstellung von Haushaltsgegenständen. Einige Männer, z. B. schlechte Jäger oder Berdache, sammelten Baumrinden zum Bedecken der Hütten, stellten Schüsseln und Geschirr aus Holz her, schnitzten Tabakpfeifen aus Ton und liefen zurück zum Sommerdorf, um die zurückgebliebenen alten Leute zu versorgen. Junge Mädchen zermahlten den Mais in großen hölzernen Schüsseln oder Mörsern mit Stößel und halfen den Frauen beim Sammeln von Nüssen, Knollen und Wildfrüchten.
Neben der Jagd und dem Fischfang gingen die Männer der Tuscarora auf Kriegszüge gegen ihre Feinde, die manchmal in bis zu 700 Meilen entfernte Gebiete führten. Es war beeindruckend, wie die in mehrere Gruppen getrennten Krieger an einem vorbestimmten Ziel in unbekanntem Gebiet zusammentrafen. Genaue Planung, Organisation und Zusammenarbeit war Voraussetzung für derartige Unternehmungen. Diese Aufgabe wurde von den Kriegshäuptlingen übernommen. Die Meinung und Erfahrung der alten Männer eines Dorfes wurde stets zur Entscheidungsfindung berücksichtigt.
Den Lebenszyklus der Tuscarora betreffend wurden Riten überliefert, die bei Heranwachsenden und bei Toten üblich waren. In der Pubertät musste sich ein Teil der Jugendlichen dem Huskenaw-Ritus unterziehen. So gab es noch um 1755 ein Ritual, das den Übergang des Knaben oder Mädchen in den Erwachsenenstatus begleitete. Die jungen Leute kamen in eine alleinstehende Hütte, wo sie eine Flüssigkeit trinken mussten, die aus halluzinogenen Pflanzen zubereitet worden war. In dieser Isolation wurden sie über einen Zeitraum von zwei bis drei Wochen, manchmal bis zu einigen Monaten festgehalten. Nach der Rückkehr ins Dorf sprachen sie manchmal mehrere Wochen kein Wort mit anderen Bewohnern. Vor einer Beerdigung war es üblich, dass der Leichnam in aus Ried gefertigte Matten gewickelt wurde. Danach fand ein rituelles Essen statt und ein Schamane sprach über den Toten, erwähnte dessen gute Eigenschaften und Leistungen. Dorfhäuptlingen und bekannten Personen des Stammes wurde ein besonderes Begräbnis zuteil.

## Soziale Organisation
Wie bei den anderen Irokesenvölkern auch war die kleinste wirtschaftlich autonome Einheit die Familie. Mehrere Familien bewohnten ein Langhaus und mehrere Langhäuser bildeten einen exogamen und matrilinearen Clan, der anhand Tiernamen (sog. "Familienabzeichen") bzw. Totemtiere – Vögel und Tiere – unterschieden und benannt wurde. Die Clans wurden meist drei Phratrien (Clan-Verbänden) zugeordnet: Wasser (Turtle/Schildkröte, Eel/Aal und Beaver/Biber Clans), Land (Bear/Bär, Wolf und Deer/Hirsch Clans) und Luft (Hawk/Falke, Heron/Reiher und Snipe/Schnepfenvögel Clans). Diese Phratrien/Clan-Verbände verstanden sich als eine Verwandtschaftsgruppe (Matri-Lineage) ("einlinige Abstammungsgruppe"), die ihre Zusammengehörigkeit auf eine gemeinsame, mythische Stammmutter zurückführte, daher durften Klan-Mitglieder untereinander keine sexuellen Beziehungen eingehen, da dies für Inzest gehalten wurde. Man betrachtete sich als blutsverwandt. Solche Abstammungsgruppen fungierten als eigenständige Solidaritäts- und Wirtschaftsgemeinschaft, verfügten meist über gemeinsamen Landbesitz und wohnten oft als Siedlungsgruppe zusammen. Jeder Clan (ca. 50 bis 200 Menschen) unterteilte sich wiederum in zwei Moieities ("Hälften") und wurde durch eine auf Lebenszeit seitens der Frauen gewählte Clanmutter angeführt (Männer konnten nicht wählen).
Die Tuscarora waren in zwei Moities unterteilt: Moiety (A): Bear/Bär und Wolf Clans sowie Moiety (B): Eel/Aal, Snipe/Schnepfenvögel, Beaver/Biber, Turtle/Truthahn und Deer/Hirsch Clans.

Die irokesische Gesellschaft war matrilinear orientiert. Das Oberhaupt einer Familie war immer eine Frau und die Kinder gehörten zur mütterlichen Linie. Das Langhaus, der Boden und die Ernte waren Eigentum der Frau. Nach der Heirat zog der Mann in das Langhaus seiner Frau und die Kinder wurden Mitglieder ihres Clans (Matrilokalität). Die Deszendenzregeln waren matrilinear („in der Linie der Mutter“: Mütterlinie) und das Erbrecht begünstigte die Tochter oder das nächste weibliche Mitglied der Familie. Auch die Führung eines Langhauses hatte eine ältere Frau inne. Das galt ebenfalls für den Clan, dessen führender Frau ein männlicher, von Frauen gewählter Häuptling zur Seite stand. Alle wichtigen Personen wurden von Frauen gewählt und konnten wieder von ihnen abgesetzt werden, wenn sie ihrer Aufgabe nicht gewachsen waren. Kein Krieg konnte ohne Einwilligung der Frauen geführt werden und eine Mutter konnte ihrem Sohn die Teilnahme am Kriegszug verbieten.

## Geschichte
Die ersten Siedlungen der englischen Kolonisten entstanden in den 1650er und 1660er Jahren an der Nordseite des Albemarle Sounds. In den späten 1660er Jahren gab es kriegerische Auseinandersetzungen zwischen den Tuscarora und Kolonisten. Ein undatierter Friedensvertrag aus dieser Zeit liegt im Gerichtsgebäude von Edenton in North Carolina. Daraus geht hervor, dass keine Tuscarora-Siedlung nördlich und westlich des Roanoke Rivers errichtet werden durfte. Außerdem war es keinem Tuscarora erlaubt, sich weniger als eine halben Tagesreise entfernt von den englischen Siedlungen aufhalten. Die Beziehungen zwischen Tuscarora und Kolonisten waren weiter angespannt. Die Ureinwohner erkannten, dass die Weißen ihnen ihr Land ohne entsprechende Gegenleistungen abnahmen. Darüber hinaus wurden ihre Angehörigen gefangen und als Sklaven verkauft, von den weißen Händler betrogen und mit Alkohol abgefüllt. Da die Tuscarora mehrheitlich abseits der nur langsam vordrängenden Kolonisten lebten, konnten sie zunächst ihre Autonomie bewahren. Geringe Mengen an europäischen Handelswaren und Waffen änderten bis zum Anfang des achtzehnten Jahrhunderts wenig an der Kultur und Lebensweise der Indianer in North Carolina. Eine entscheidende Wende brachte der Tuscarora-Krieg von 1711.

### Tuscarora-Krieg 1711–1713
Gegen Ende des 17. Jahrhunderts wurden die Lebensbedingungen der Indianer in North Carolina immer unerträglicher. Die koloniale Verwaltung arbeitete chaotisch und wichtige Entscheidungen wurden nicht in North Carolina, sondern in England von den Lords gefällt, den englischen Eignern der Plantagen. Die Weißen missachteten die vereinbarten Grenzen zu den Stammesgebieten der Indianer, die als Wilde ohne Rechte betrachtet wurden. Vereinbarungen und Verträge wurden häufig vergessen oder basierten von Beginn an auf Nichtbeachtung und Unterwerfung. Die Jagdgebiete der Tuscarora und anderer Stämme schrumpften zunehmend und die indigenen Jäger wurden einfach getötet oder vertrieben, wenn sie ihr Recht wahrnehmen wollten. In diesem für Indianer rechtlosen Staat konnten sie keinem Weißen oder Regierungsbeamten trauen. Weiße Männer kidnappten Kinder, Frauen und Männer der Tuscarora, um sie als Sklaven in die nördlichen Kolonien oder in die Karibik zu verkaufen. Und zu alledem kam der Alkoholmissbrauch, der die Tuscarora demoralisierte.
Die Tuscarora wählten einen günstigen Zeitpunkt, um gegen die Weißen loszuschlagen. Viele Quäker, die England aufgrund der dortigen Verfolgung verlassen hatten, waren nach North Carolina geflüchtet. Sie stritten sich heftig mit den Kolonisten über deren Umgang mit den Indianern und waren nicht bereit, gegen diese Krieg zu führen. Auch unter der übrigen weißen Bevölkerung gab es Widerstand gegen einen militärischen Einsatz. Christoph von Graffenried, Anführer von zahlreichen Schweizer und Pfälzer Siedlern, und der Landvermesser John Lawson machten zu dieser Zeit eine unangekündigte Expedition durch das Stammesgebiet der Tuscarora. Beide wurden auf Anweisung des Tuscarora-Häuptlings Hancock gefangen genommen und zum Hauptdorf Catechna gebracht. Graffenried konnte seine Bewacher überzeugen, ihn wieder freizulassen, aber Lawson wurde zum Tode verurteilt und hingerichtet. Kurz danach begannen die Angriffe der Tuscarora, gemeinsam mit Kriegern der Coree, Pamlico, Mattamuskeet, Bear River und Machapunga, auf die weißen Siedler am Trent und Pamlico River. Diese plötzlichen und unerwarteten Überfälle versetzten die weißen Siedler in der gesamten Kolonie in Angst und Schrecken. Gouverneur Edward Hyde von North Carolina ersuchte um Hilfe aus Virginia, die jedoch nur widerwillig und spärlich gewährt wurde. Hyde schickte auch einen Hilferuf nach South Carolina, die Colonel John Barnwell mit einer kleinen Truppe weißer Kämpfer und rund 500 Yamassee-Indianer in Marsch setzten. Barnwell besiegte die Tuscarora und schloss mit ihnen ein Friedensabkommen im Jahr 1711. Kurz danach verletzte Barnwell diesen Vertrag, weil er offenbar über nicht gezahlten Lohn aus North Carolina verärgert war, und tötete zahlreiche Tuscarora oder verkaufte sie als Sklaven. 1712 schlugen die Tuscarora zurück und zerstörten weiße Siedlungen am Neuse, Pamlico und Trent River. Nach fast zwei Jahren Krieg erlitten die Tuscarora 1713 eine entscheidende Niederlage gegen 33 Weiße und 1.000 indianische Krieger unter Colonel James Moore aus South Carolina. Die Tuscarora erlitten schwere Verluste an Menschenleben und Gefangennahme, insgesamt 950 Männer, Frauen und Kinder.
Für den abschließenden Verrat war der mächtige Häuptling der nördlichen Tuscarora, Tom Blunt (oder Blount) verantwortlich. Er hatte bisher eine neutrale Position im Konflikt mit den Weißen eingenommen. Durch eine listige Täuschung lieferte er Häuptling Hancock, den Führer der indianischen Revolte aus dem Süden, an die Weißen aus, die ihn unverzüglich hinrichteten. Die aufständischen Tuscarora begannen nach Norden zu flüchten, ein Vorgang, der in Intervallen neunzig Jahre lang anhalten sollte. Häuptling Blunt wurde von den Regierungen in Virginia und North Carolina als der einzige Führer der Tuscarora anerkannt.

### Flucht nach Norden
Im September 1713 informierten die Irokesen eine Delegation aus Albany, dem Sitz der Regierung in New York, dass viele der Tuscarora ihre Dörfer verlassen hätten, und auf dem Weg nach Norden seien. Im September des folgenden Jahres erfuhr Gouverneur Hunter von der Ankunft der Tuscarora, die in den Dörfern der Irokesen eine Bleibe gefunden hatten. Zu dieser Zeit befanden sich etwa 500 Tuscarora-Familien bei den Irokesen. Um 1722 wurden die Flüchtlinge aus dem Süden offiziell als sechste Nation in die Irokesenliga aufgenommen. Die Tuscarora bezogen ein Dorf, das zwischen den Dörfern der Oneidas und Onondagas lag. Im 18. Jahrhundert lebten einige Tuscarora auch am Juanita und Susquehanna River in Pennsylvania, sowie weitere kleine Gruppen in Pennsylvania und New York. 1736 wurde von 250 Kriegern berichtet, die in einem Tuscarora-Dorf westlich der Oneidas lebten und um 1750 bewohnten sie im gleichen Gebiet mehrere Siedlungen.
Innerhalb der Irokesenliga hatten die Tuscarora offenbar die engsten Beziehungen zu den Oneidas und Onondagas. Dort hatten sie Kontakt zu Missionaren, unter anderem auch zu Samuel Kirkland. Unter dessen Einfluss entschieden sich die Tuscarora und die Oneida, die Sache der Amerikaner im Amerikanischen Unabhängigkeitskrieg zu unterstützen, während die meisten Irokesen der anderen fünf Nationen auf der Seite der Engländer standen. Als der Krieg begann, verhielten sich die Tuscarora zunächst neutral, entschieden sich jedoch im Frühling 1766, auf der Seite der Amerikaner gegen die Briten zu kämpfen. Daraufhin brannte General James Clintons Expeditionsheer drei Dörfer der Tuscarora am Susquehanna River nieder. Im Juli 1780 führte der Mohawk-Captain Joseph Brant seine Truppen zu den verbliebenen Dörfern der Oneida und Tuscarora, um sie zu zerstören. Einige der Überlebenden flüchteten nach Niagara, andere nach Schenectady, wo sie einen besonders harten Winter verbrachten. Nach 1780 waren alle Tuscarora aus den Gebieten vertrieben, in denen sie vor dem Krieg gelebt hatten. Ungefähr 130 überlebende Tuscarora zogen nach Kanada und begleiteten andere Irokesen, die auf der Seite der Briten gekämpft hatten. Diesen war von der britischen Krone für ihre Dienste Land am Grand River in Kanada versprochen worden. Um 1790 gab es eine weitere Gruppe Tuscarora in einem Dorf mit 26 Häusern am Genesee. Insgesamt sollen zu dieser Zeit rund 400 Tuscarora in den Vereinigten Staaten gelebt haben.
Um 1798 wurde den Tuscarora eine drei Quadratmeilen große Reservation bei Lewiston im Niagara County im US-Bundesstaat New York zugesprochen. Eine Regierungsdelegation reiste 1801 nach North Carolina, um den verbliebenen Landbesitz des Stammes zu verkaufen. Sie erhielten 13.722 Dollar, mit denen die Reservation in New York auf rund 10 Quadratmeilen oder 25 km² vergrößert wurde. Die in North Carolina gebliebenen Tuscarora entschieden sich mehrheitlich dafür, nach Norden zu ihren Verwandten in New York zu ziehen. Die nach Kanada migrierten Tuscarora wurden Teil der Six Nations of the Grand River First Nation in der heutigen kanadischen Provinz Ontario.

### Heutige Situation
Nachkommen der Tuscarora sind heute in drei Gebieten Nordamerikas zu finden. Im Nordosten, bei Lewiston in New York, liegt die Tuscarora Reservation mit 1152 Stammesmitgliedern (Zensus 2010). Weitere rund 2004 Tuscarora (Zensus 2010) leben innerhalb der Six Nations of the Grand River First Nation in Ontario, Kanada.
Diverse Gruppen und Organisationen mit Tuscarora-Abstammung gibt es in North Carolina, von denen aber keine bundesstaatlich anerkannt wird. Dazu gehören: Die Southern Band Tuscarora Indian Tribe in Windsor, North Carolina; die Hatteras Tuscarora von 1978; der Tuscarora Tribe of Indians in Maxton (1979); die Tuscarora Nation of Indians of North Carolina (2006) und die Tuscarora Nation One Fire Council im Robeson County (2010).
Einige der Nachkommen leben in Oklahoma. Es handelt sich hier um Tuscarora, die im frühen 19. Jahrhundert gemeinsam mit den Mingo zunächst in New York, dann in Ohio und Kansas und schließlich in Oklahoma lebten. Ab 1937 sind sie Mitglieder des neu gegründeten Seneca-Cayuga Tribe of Oklahoma und siedeln im nordöstlichen Teil von Oklahoma. Der Stamm wird bundesstaatlich anerkannt (engl. federally recognized).
Die höchste Schätzung der Tuscarora-Bevölkerung im frühen 17. Jahrhundert belief sich auf rund 5.000 Stammesmitglieder. Die Zahl der Tuscarora-Nachkommen lag im frühen 21. Jahrhundert bei 5.600 Personen.

## Tuscarora-Nachkommen in Oklahoma
Einige Tuscarora-Nachkommen leben heute in Oklahoma. Sie sind hauptsächlich Nachfahren der Tuscarora, die Anfang des 19. Jahrhunderts zusammen mit anderen Irokesengruppen der Seneca und Cayuga von New York nach Oklahoma zwangsumgesiedelt wurden. Sie hießen allgemein Mingo und wurden später gezwungen, ins Indianergebiet nach Kansas und dann nach Oklahoma überzusiedeln. 1937 schlossen sich die Abkömmlinge dem bundesstaatlich anerkannten Seneca-Cayuga-Stamm von Oklahoma an. Die Nation besitzt Gebiete in der nordöstlichen Ecke des ehemaligen Indianerterritoriums in Oklahoma.